# Casatus (cratère)
 (mars 2025).
Casatus est un cratère d'impact lunaire situé près du bord sud de la Lune. Son bord nord-nord-est recouvre une partie du cratère Klaproth (en), légèrement plus grand. Le long de son bord ouest, Casatus A pénètre légèrement à l'intérieur, créant un bord incurvé vers l'intérieur. Au sud-est de Casatus se trouve Newton (en).
Le bord extérieur de Casatus est ancien et usé, avec de nombreux petits impacts le long du bord et de la paroi intérieure. Le petit cratère satellite Casatus J s'étend sur le bord sud-sud-est. La hauteur du bord est plus basse là où il sépare ce cratère de Klaproth, formant une crête arrondie.
Le sol intérieur est une surface presque plane, marquée par plusieurs minuscules cratères fantômes saillants et deux fissures dans la partie sud. Un petit cratère d'impact en forme de bol constitue un élément marquant dans la moitié nord du sol. Il n'y a pas de pic central au milieu ou à proximité du point central.

## Cratères satellites
Par convention, ces caractéristiques sont identifiées sur les cartes lunaires en plaçant la lettre sur le côté du point médian du cratère le plus proche de Casatus.
| Casatus | Latitude | Longitude | Diamètre |
| ------- | -------- | --------- | -------- |
| A       | 73,0° S  | 38,9° O   | 56 km    |
| C       | 72,2° S  | 30,2° O   | 17 km    |
| D       | 77,2° S  | 44,3° O   | 36 km    |
| E       | 79,1° S  | 53,2° O   | 41 km    |
| H       | 72.0° S  | 21.3° W   | 35 km    |
| J       | 74.3° S  | 32,8° O   | 22 km    |
| K       | 74,3° S  | 32,8° O   | 36 km    |

## Sources
- (en) L. E. Andersson et E. A. Whitaker, NASA Catalogue of Lunar Nomenclature, NASA, 1982
- (en) Jennifer Blue, « Gazetteer of Planetary Nomenclature », sur planetarynames.wr.usgs.gov, Institut d'études géologiques des États-Unis, 25 juillet 2007 (consulté le 20 mars 2025)
- (en) B. Bussey et P. Spudis, The Clementine Atlas of the Moon, New York, Cambridge University Press, 2004 (ISBN 978-0-521-81528-4)
- (en) Elijah E. Cocks et Josiah C. Cocks, Who's Who on the Moon: A Biographical Dictionary of Lunar Nomenclature, Tudor Publishers, 1995 (ISBN 978-0-936389-27-1, lire en ligne)
- (en) Jonathan McDowell, « Lunar Nomenclature », Jonathan's Space Report,‎ 15 juillet 2007 (lire en ligne, consulté le 20 mars 2025)
- (en) D. H. Menzel, M. Minnaert, B. Levin, A. Dollfus et B. Bell, « Report on Lunar Nomenclature by the Working Group of Commission 17 of the IAU », Space Science Reviews, vol. 12, no 2,‎ 1971, p. 136–186 (DOI 10.1007/BF00171763, Bibcode 1971SSRv...12..136M, S2CID 122125855)
- (en) Patrick Moore, On the Moon, Sterling Publishing, 2001 (ISBN 978-0-304-35469-6, lire en ligne)
- (en) Fred W. Price, The Moon Observer's Handbook, Cambridge University Press, 1988 (ISBN 978-0-521-33500-3)
- (en) Antonín Rükl, Atlas of the Moon, Kalmbach Publishing, 1990 (ISBN 978-0-913135-17-4)
- (en) Rev. T. W. Webb, Celestial Objects for Common Telescopes, Dover, 1962 (ISBN 978-0-486-20917-3, lire en ligne)
- (en) Ewen A. Whitaker, Mapping and Naming the Moon, Cambridge University Press, 1999 (ISBN 978-0-521-62248-6)
- (en) Peter T. Wlasuk, Observing the Moon, Springer, 2000 (ISBN 978-1-85233-193-1)